# Federación Estatal de Foros por la Memoria
La Federación Estatal de Foros por la Memoria és una organització espanyola de esquerres i oberta fundada en 2002 que té per objectiu la localització, senyalització i excavació de fosses comunes per a retornar les restes mortals dels caiguts a les famílies que així ho desitgin, l'ajuda i el reconeixement a expresos, represaliats, exiliats, excombatents, exguerrillers i als seus familiars, així com l'organització d'actes de divulgació i homenatges a tots els que van sofrir a conseqüència del cop d'estat del 18 de juliol de 1936, per a la recuperació de la memòria per a arribar a la veritat de l'ocorregut i que la societat "pugui mirar al futur sense complexos i sense més mentides".
El 2012 va rebre el Premi Especial de la Unión de Actores y Actrices.